# Tallio
Il tallio è l'elemento chimico di numero atomico 81 e il suo simbolo è Tl. È un metallo del blocco p grigio e malleabile; somiglia allo stagno, ma scurisce per ossidazione quando è esposto all'aria. Il tallio venne scoperto indipendentemente nel 1861 dai chimici William Crookes e Claude-Auguste Lamy in residui della produzione di acido solforico.
Entrambi utilizzarono il metodo, allora sviluppato da poco, della spettroscopia di fiamma, in cui il tallio produce una notevole riga spettrale di colore verde. Il termine "tallio", dal greco θαλλός (thallós), che significa "germoglio verde o ramoscello", è stato coniato da Crookes. Nel 1862 venne isolato sia da Lamy grazie all'elettrolisi, sia da Crookes per precipitazione e fusione della polvere risultante. Crookes lo esibì alla mostra internazionale che si aprì il 1º maggio di quell'anno sotto forma di polvere, precipitato dallo zinco.
Il tallio tende a ossidarsi a +3 e +1 come sale ionico. Lo stato +3 assomiglia a quello degli altri elementi del gruppo 13 (boro, alluminio, gallio, indio). Invece lo stato +1, che è molto frequente, ricorda la chimica di metalli alcalini e gli ioni del tallio(I) si trovano per lo più nei minerali a base di potassio.
Tuttavia commercialmente il tallio non viene ottenuto dai minerali di potassio, ma come sottoprodotto dalla raffinazione di metalli pesanti. Circa il 60-70% della produzione di tallio viene utilizzato nell'industria elettronica, mentre il restante è destinato all'industria farmaceutica e alla produzione di vetro. Trova impiego anche nei rivelatori di luce infrarossa. Il radioisotopo tallio-201 viene utilizzato in piccole quantità come radiotracciante non tossico negli esami di imaging biomedico in medicina nucleare, in particolare nella scintigrafia miocardica.
I sali di tallio solubili, molti dei quali sono quasi insapori, sono altamente tossici e sono stati storicamente utilizzati in topicidi e insetticidi, ma vista la loro tossicità non selettiva in molti paesi l'uso di questi composti è stato vietato o limitato. In particolare l'avvelenamento da tallio si manifesta con la perdita dei capelli. A causa della sua popolarità storica come "arma del delitto", il tallio ha acquisito, insieme con l'arsenico, notorietà come "veleno dell'avvelenatore" e "polvere dell'eredità".

## Storia
Il termine tallio deriva dal greco θαλλός (thallos), cioè "germoglio verde". Il nome è dovuto alle linee di emissione nello spettro, di un colore verde acceso.
Dopo la pubblicazione di un miglior metodo da adottare per condurre una spettroscopia di fiamma elaborato da Robert Bunsen e Gustav Kirchhoff e a seguito della scoperta del cesio e del rubidio negli anni 1859-1860, la spettroscopia di fiamma è diventata un metodo approvato per determinare la composizione dei minerali e dei prodotti chimici. William Crookes e Claude-Auguste Lamy incominciarono fin da subito a utilizzare il nuovo metodo. Crookes lo adoperò per fare determinazioni spettroscopiche per il tellurio su composti del selenio depositatisi nella camera principale di un impianto di produzione di acido solforico, vicino a Tilkerode, nelle montagne Harz. Qualche anno prima aveva ottenuto i campioni per la sua ricerca sul cianuro di selenio grazie ad August Hofmann.
Nel 1862 Crookes fu in grado di isolare piccole quantità del nuovo elemento e determinare le proprietà di alcuni composti. Claude Auguste Lamy utilizzò uno spettrometro che era simile a quello di Crookes per determinare la composizione di una sostanza contenente selenio, depositatasi durante la produzione di acido solforico dalla pirite. Notò anche la nuova linea verde nello spettro di emissione e concluse che si trovava davanti a un nuovo elemento. Lamy aveva ricevuto questo materiale dallo stabilimento di acido solforico del suo amico Fréd Kuhlmann e questo sottoprodotto era disponibile in grandi quantità. Lamy incominciò quindi a isolare il nuovo elemento da quella fonte. Il fatto che Lamy fosse in grado di lavorare ampie quantità di tallio gli permise di determinare le proprietà di diversi composti e in aggiunta di preparare un piccolo lingotto di tallio metallico rifondendo il minerale che aveva ottenuto per elettrolisi dei sali di tallio.
Poiché entrambi gli scienziati scoprirono il tallio indipendentemente e gran parte del lavoro, soprattutto l'isolamento del tallio metallico, fu fatto da Lamy, Crookes cercò di garantire la sua priorità sul lavoro. Lamy si aggiudicò una medaglia all'Esposizione Internazionale di Londra del 1862: per la scoperta di una nuova e abbondante fonte di tallio e, dopo pesanti proteste, anche Crookes ricevette una medaglia: tallio, per la scoperta del nuovo elemento. La polemica tra i due scienziati continuò per tutto il biennio 1862-1863, per poi andare scemando e concludendosi dopo l'elezione di Crookes a membro della Royal Society, avvenuta nel giugno del 1863.
Il tallio è stato un tempo molto adoperato nei veleni per roditori. Dopo diversi incidenti l'uso come veleno è stato vietato negli Stati Uniti mediante l'Ordine Esecutivo Presidenziale (President Executive Order) nº 11 643 del febbraio 1972. Negli anni successivi molti altri Paesi ne hanno vietato l'uso.

## Caratteristiche chimiche e fisiche
È un metallo tenero e malleabile che può essere tagliato anche da un coltello. Esposto all'aria, la sua superficie lucente si ossida assumendo una tinta grigio-bluastra simile a quella del piombo. Col prolungarsi dell'esposizione si forma sulla superficie del metallo uno strato di ossido. In presenza di acqua si forma invece uno strato di idrossido di tallio. Il suo stato di ossidazione più stabile è il tallio(I), ma sono noti numerosi composti e composti di coordinazione di tallio(III).

## Applicazioni
Il solfato di tallio(I), inodore e insapore, è usato come veleno per i topi e per le formiche. In molte nazioni è stato vietato per via della sua pericolosità. Tra gli altri usi del tallio si annoverano:
- il solfuro di tallio(I) è usato nelle fotocellule poiché la sua conducibilità elettrica cambia con l'esposizione alla luce infrarossa;
- i cristalli di bromuro(I) e ioduro di tallio(I) sono usati per produrre parti ottiche per luce infrarossa;
- l'ossido di tallio è stato usato per produrre vetri ad alto indice di rifrazione;
- insieme con lo zolfo, il selenio e l'arsenico trova impiego nella realizzazione di vetri ad alta densità e basso punto di fusione (125-150 °C)
- produzione di materiali semiconduttori;
- produzione come drogante di cristalli scintillatori NaI(Tl) per rivelazione di radiazioni X e radiazione gamma;
- produzione di liquidi a elevata densità per la separazione dei minerali;
- trattamento della tricofitosi e altre infezioni della pelle, benché sia un uso estremamente limitato data l'elevata tossicità del tallio;
- emettitore di luce verde per lampade ad alogenuri metallici;
- 201Tl, radioattivo, è usato a fini diagnostici in medicina nucleare, particolarmente nei test sotto sforzo per pazienti affetti da disturbi coronarici.

Il tallio è inoltre coinvolto nelle ricerche per lo sviluppo di materiali superconduttori ad alta temperatura per applicazioni quali la risonanza magnetica nucleare, la propulsione magnetica, la generazione e la trasmissione di corrente elettrica.

## Disponibilità
Benché il tallio sia piuttosto abbondante nella crosta terrestre, con una concentrazione stimata di circa 0,7 ppm, è quasi sempre associato a sali di potassio in argille, fanghi e graniti che ne rendono l'estrazione e la purificazione economicamente svantaggiosa. La principale fonte commerciale di tallio è rappresentata dalle sue tracce presenti nei solfuri minerali del rame, del piombo e dello zinco.
Il tallio si estrae dalla crooksite, dalla hutchinsonite e dalla lorándite. È contenuto anche nella pirite e si ricava come sottoprodotto della produzione di acido solforico quando il minerale viene arrostito. Un altro metodo per ottenerlo è la fusione di minerali ricchi di zinco e piombo.
Esistono in natura minerali di tallio in cui una percentuale di tallio oscillante tra il 16% e il 60% è associata ad altri elementi quali l'antimonio, l'arsenico, il rame, il piombo e l'argento, ma sono rari e pertanto non rappresentano la principale fonte di produzione di questo elemento.
Anche i noduli di manganese che si trovano sul fondale oceanico contengono tallio, ma la loro estrazione non è economicamente conveniente ed è di enorme impatto sull'ambiente marino.

## Isotopi
Esistono 25 isotopi del tallio, le cui masse atomiche vanno da 184 a 210 u. Di essi, solo 203Tl e 205Tl sono stabili; 204Tl è l'isotopo radioattivo con tempo di dimezzamento più lungo, pari a 3,78 anni.

## Precauzioni e tossicità
Il tallio e i suoi composti sono molto tossici, vanno pertanto maneggiati con estrema cura. La sua tossicità deriva dalla sua capacità di sostituirsi ai cationi dei metalli alcalini presenti nell'organismo, principalmente sodio e potassio. Questa sostituzione altera molti dei normali processi cellulari. Tra gli effetti dell'avvelenamento da tallio rientrano la perdita dei capelli e il danneggiamento dei nervi periferici. Il tallio è anche un sospetto cancerogeno. Proprio a causa della sua tossicità l'uso di sali di tallio come topicida è stato bandito in molte nazioni.
Il contatto con la pelle è pericoloso e, per evitare danni da inalazione, la fusione del tallio deve essere condotta in ambienti sufficientemente ventilati. La concentrazione massima permessa di esposizione a lungo termine (TLV-TWA) ai sali di tallio non deve superare gli 0,1 mg/m³.

## Inquinamento dovuto al tallio
Secondo l'Agenzia per la Protezione dell'Ambiente del governo statunitense (Environment Protection Agency), tra le fonti antropiche di inquinamento da tallio vi sono le emissioni gassose dei cementifici, delle centrali a carbone e delle fogne per metalli (condotti sotterranei per drenare acqua o materiale di scarto). La principale causa delle concentrazioni elevate di tallio nell'acqua è la lisciviazione del tallio a seguito di operazioni di trattamento del minerale.